# Pedro Matutes
Pedro Matutes Noguera —en fuentes en catalán Pere Matutes Noguera— (Ibiza, 1895 - 1972) fue un político, banquero y comerciante de Baleares, España. Hijo de Abel Matutes Torres y hermano de Antonio Matutes Noguera, padre de Abel Matutes Juan. Se dedicó a la gestión de las empresas familiares. En las elecciones generales de 1923 se presentó como candidato para diputado al Congreso por el Partido Liberal, pero no fue elegido. Durante la dictadura de Primo de Rivera fue concejal del ayuntamiento de Ibiza. Fue diputado por las Islas Baleares como independiente dentro de las listas del Partido Republicano de Centro en las elecciones generales de 1933 y 1936. También fue vicepresidente de la empresa familiar Abel Matutes Torres, S.A., constituida en 1935. Después de la Guerra Civil se dedicó a sus empresas y se especializó en el sector bancario.